# CD200
OX-2 glycoprotéine membranaire, également nommé CD200 (Cluster de Différenciation 200) est une protéine chez l'homme codée par le gène CD200 dans le chromosome 3.